# Paul Tracy
Paul Tracy, född 17 december 1968 i Scarborough i Ontario, är en kanadensisk–amerikansk racerförare, mästare i Champ Car 2003. Han är berömd för sin spektakulära körstil och kontroverser med andra förare. Bland annat slogs han med landsmannen Alex Tagliani bredvid banan under 2006. Tracy var säsongen 2007 den förare i Champ Car som tävlat längst i serien, han gjorde sin debut 1991.

## Karriär
Tracy tävlade i Indy Lights mellan 1988 och 1990, och säsongen 1990 tog han hand om titeln efter nio vinster. Efter det fick Tracy kontrakt med Penske Racing i PPG IndyCar World Series, där han körde fyra tävlingar (bland annat utlånad till Dale Coyne Racing) under 1991, och sedan elva av sexton tävlingar säsongen 1992 för Penske. Han var tvåa i Michigan 500, och fick förtroendet att ta över efter Rick Mears i en av de Marlborosponsrade bilarna under säsongen 1993. Tracys första hela säsong i IndyCar var sensationell, och redan i den andra tävlingen på Phoenix korta oval, varvade han hela startfältet, innan han gjorde ett misstag och kraschade. Han kom att vinna i Long Beach, Cleveland, Toronto, Road America och Laguna Seca, och hade ofta fart för att vinna mer race, men gjorde mängder av misstag, vilket kostade honom titeln. Han slutade trea bakom de förra formel 1-världsmästarna Nigel Mansell och Emerson Fittipaldi. Under säsongen 1994 hade Penske en dominant bil ännu en gång, men hans teamkollegor Al Unser Jr. och Fittipaldi överglänste Tracy, som avslutade säsongen som trea, efter att ha vunnit de två sista tävlingarna. Marlboro drog ned på sitt sponsorskap över vintern 1994-1995 från tre till två bilar, vilket gjorde att Tracy tvingades lämna. Han hade testat för Benettons formel 1-stall under säsongen 1994, men stallet valde att inte satsa på honom bredvid Michael Schumacher. Dock hade både Nigel Mansell och Mario Andretti lämnat Newman/Haas Racing, och Tracy blev en av ersättarna, tillsammans med Michael Andretti. De bägge hade vissa problem att komma överens, och trots Tracys två segrar var det ännu en gång mängder av brutna tävlingar. Han föll till sjätteplats i mästerskapet, och valde att lämna teamet efter säsongen.
1996 var Penske intresserade av att värva tillbaka Tracy, och han skrev på ett tvåårskontrakt med teamet. Säsongen 1996 var dock en misslyckad sådan, då Tracy slutade på trettonde plats, och inte alls fann sig tillrätta med bilen. Han kom tillbaka starkt våren 1997 med tre raka vinster på kortare ovaler, vilket förde upp honom i mästerskapsledning. När de korta ovalerna var förbi, sjönk Tracy som en sten i mästerskapet, och han kunde till slut inte bli bättre än femma. Efter det lämnade Tracy Penske för gott, och skrev på för Team KOOL Green. Hans negativa trend fortsatte i Green, där han inte alls kunde matcha unge stallkamraten Dario Franchitti under 1998 års säsong. Efter en sammanlagd trettondeplats var Tracy satt under stor press inför säsongen 1999, då han hittade formen, och slutade trea. Franchitti blev tvåa, och besegrade Tracy ännu en gång. Under säsongen 2000 var det istället Tracy som hade övertaget i Green, och han ledde mästerskapet under våren, innan han åter fick en svacka mot slutet av säsongen. Han slutade till slut femma i mästerskapet. Under säsongen 2001 lyckades Tracy inte alls, utan efter en lovande inledning föll han tillbaka och lyckades bara undantagsvis ta poäng. Inte heller under säsongen 2002 fick Tracy till sin körning. Visserligen vann han på Milwaukee, men i övrigt var hans resultat bara tillräckliga för en sammanlagd elfteplats. Samma år var Tracy snubblande nära att vinna Indianapolis 500, då han passerade Hélio Castroneves samtidigt som racet neutraliserades. Tracy placerades efter Castroneves i resultatlistan, och tillsammans med Team Green överklagade han resultatet, då han ansåg att han var förbi när den gula flaggan föll. Dock avslogs överklagan två månader efter tävlingens slut. Det ledde till en mycket dålig relation mellan Tracy och IndyCar Series ledning, och han följde inte med sitt team när de bytte serie till 2003.
Tracy fick ett kontrakt med Forsythe Racing med uppbackning från cigarettillverkaren Player's. De flesta av CART:s toppteam och förare hade flyttat till säsongen 2003, och Tracy kom att bli ett av CART:s stora affischnamn. Han hittade dessutom rätt på banan, och etablerade tidigt en mästerskapsledning ingen skulle kunna fånga in på hela säsongen. Han säkrade sin enda titel i den näst sista tävlingen, trots ett misslyckat race för hans del på Surfers Paradise. Efter titeln lyckades Tracy inte försvara sina framgångar, utan hamnade ofta i kontroverser med andra förare på och utanför banan. Trots det slutade han fyra i mästerskapet såväl 2004 som 2005. Han vann även tävlingar under både 2006 och 2007, samtidigt som han gjorde inhopp i NASCAR Busch Series. När Champ Car lades ned efter säsongen 2007 kunde inte Tracy få någon plats i IndyCar, då Forsythe inte bytte serie, och släppte Tracy från hans nya kontrakt som gick till 2012. Han gjorde korta inhopp för bland annat KV Racing Technology, med vissa bra resultat.

## Champ Car

### Vinster
| Nr | Bana             | År   |
| -- | ---------------- | ---- |
| 1  | Long Beach       | 1993 |
| 2  | Cleveland        | 1993 |
| 3  | Toronto          | 1993 |
| 4  | Elkhart Lake     | 1993 |
| 5  | Laguna Seca      | 1993 |
| 6  | Detroit          | 1994 |
| 7  | Nazareth         | 1994 |
| 8  | Laguna Seca      | 1994 |
| 9  | Surfers Paradise | 1995 |
| 10 | Milwaukee        | 1995 |
| 11 | Nazareth         | 1997 |
| 12 | Rio de Janeiro   | 1997 |
| 13 | Gateway          | 1997 |
| 14 | Milwaukee        | 1999 |
| 15 | Houston          | 1999 |
| 16 | Long Beach       | 2000 |
| 17 | Elkhart Lake     | 2000 |
| 18 | Vancouver        | 2000 |
| 19 | Milwaukee        | 2002 |
| 20 | Saint Petersburg | 2003 |
| 21 | Monterrey        | 2003 |
| 22 | Long Beach       | 2003 |
| 23 | Toronto          | 2003 |
| 24 | Vancouver        | 2003 |
| 25 | Mid-Ohio         | 2003 |
| 26 | Mexico City      | 2003 |
| 27 | Long Beach       | 2004 |
| 28 | Vancouver        | 2004 |
| 29 | Milwaukee        | 2005 |
| 30 | Cleveland        | 2005 |
| 31 | Cleveland        | 2007 |